# Château du Bos
Le château du Bos est un château situé en France sur la commune de Blesle, dans la région Auvergne-Rhône-Alpes.

## Localisation
Le château est situé dans le département français de la Haute-Loire, sur la commune de Blesle, dans l'ancienne région administrative d'Auvergne.

## Historique
La demeure appartenant à la famille Blanc du Bos, ce château a été érigé au XVIIe siècle à proximité d'un château médiéval en ruines, puis agrandi au XVIIIe siècle par l'adjonction d'un nouvel édifice.

## Description
Il se compose d'une résidence principale qui forme, sur le côté nord, une cour intérieure donnant accès à une chapelle isolée au sud, ainsi qu'à des dépendances à l'est. Au sud, s'étend une vaste prairie où subsiste une tour médiévale, vestige de l'ancien château du Bos. La structure principale du château se caractérise par un corps de logis rectangulaire flanqué d'une tour carrée à l'angle sud-ouest. Le bâtiment du XVIIIe siècle se prolonge depuis cette tour. L'ensemble a préservé son aspect rustique et la simplicité de son architecture originale, mettant en valeur ses décors d'origine tels que les boiseries, les dessus de portes peints et les cheminées.

## Protection
Le château est inscrit au titre des monuments historiques par arrêté du 28 octobre 1993, tandis que la tour médiévale du château, ainsi que le logis attenant et le terrain d'assiette sont inscrits au titre des monuments historiques par arrêté du 2 juillet 2010.